# Борис Мисирков (преводач)
Борис Сергеев Мисирков е български преводач, син на доктор Сергей Мисирков и внук на филолога Кръсте Мисирков.

## Биография
Роден е в семейството на лекар и художничка. Завършва през 1951 г. първия випуск на Руското училище в София, а през 1955 и руска филология в Софийския университет. От 1956 г. и до края на живота си се занимава активно с превод на художествена литература от руски, а също и сърбохърватски и македонски. Борис Мисирков е един от основателите на списание „Факел“. Тук публикува и едни от най-значителните си преводи, повечето от които имат и самостоятелни издания.
За повече от 40 години Борис Мисирков е превел над 150 романа, пиеси, новели и други литературни произведения от руски език.
Борис е баща на фотографа Борис Мисирков.